# Ludwig Albert Jaeger
Ludwig Albert Jaeger (* 5. Januar 1834 in Hanau; † 6. Oktober 1903 in Nordhausen) war Kaufmann und Mitglied des Deutschen Reichstags.

## Leben
Jaeger besuchte das Gymnasium und wurde Kaufmann. Ab 1862 war er Stadtverordneter, seit 1868 unbesoldeter Stadtrat, Standesbeamter und Vorsitzender des Kuratoriums der städtischen Sparkasse in Nordhausen.
Von 1874 bis 1877 und von 1878 bis 1881 war er Mitglied des Deutschen Reichstags für den Wahlkreis  Erfurt 1 (Nordhausen) und die Nationalliberale Partei.
1886 bis Mitte der 1890er Jahre war er Vorsitzender der Handelskammer Nordhausen.